# جورج إنغرام
جورج إنغرام (بالإنجليزية: George Ingram)‏ هو نجار أسترالي، ولد في 18 مارس 1889 في بنديجو في أستراليا، وتوفي في 30 يونيو 1961 في Hastings, Victoria ‏ في أستراليا.